# 17795 Елізіясеґал
17795 Елізіясеґал (17795 Elysiasegal) — астероїд головного поясу, відкритий 20 березня 1998 року.
Тіссеранів параметр щодо Юпітера — 3,510.